# Giorgio Scifo
Giorgio Scifo (Modica, 26 maggio 1925 – Breganze, 19 settembre 1969) è stato un militare italiano, Appuntato dell'Arma dei Carabinieri, insignito di Medaglia d'oro al valor civile (alla memoria).

## Riconoscimenti
Alla memoria dell’Appuntato Giorgio Scifo è intitolata, dal 2006, la Caserma sede del Comando Stazione Carabinieri di Rosà (VI). 